# Maciej Próchnicki
Maciej Stanisław Próchnicki (ur. 15 maja 1961 w Gdańsku, zm. 27 sierpnia 2004, okolice Gniewu) – polski muzyk rockowy, perkusista.

## Życiorys
Od 1993 był perkusistą zespołu Golden Life. Zginął w wypadku samochodowym, jadąc z Zakopanego do Gdyni na próbę przed koncertem finałowym Lata z Radiem. 
Został pochowany na cmentarzu komunalnym w Sopocie (kwatera F1-4-11).

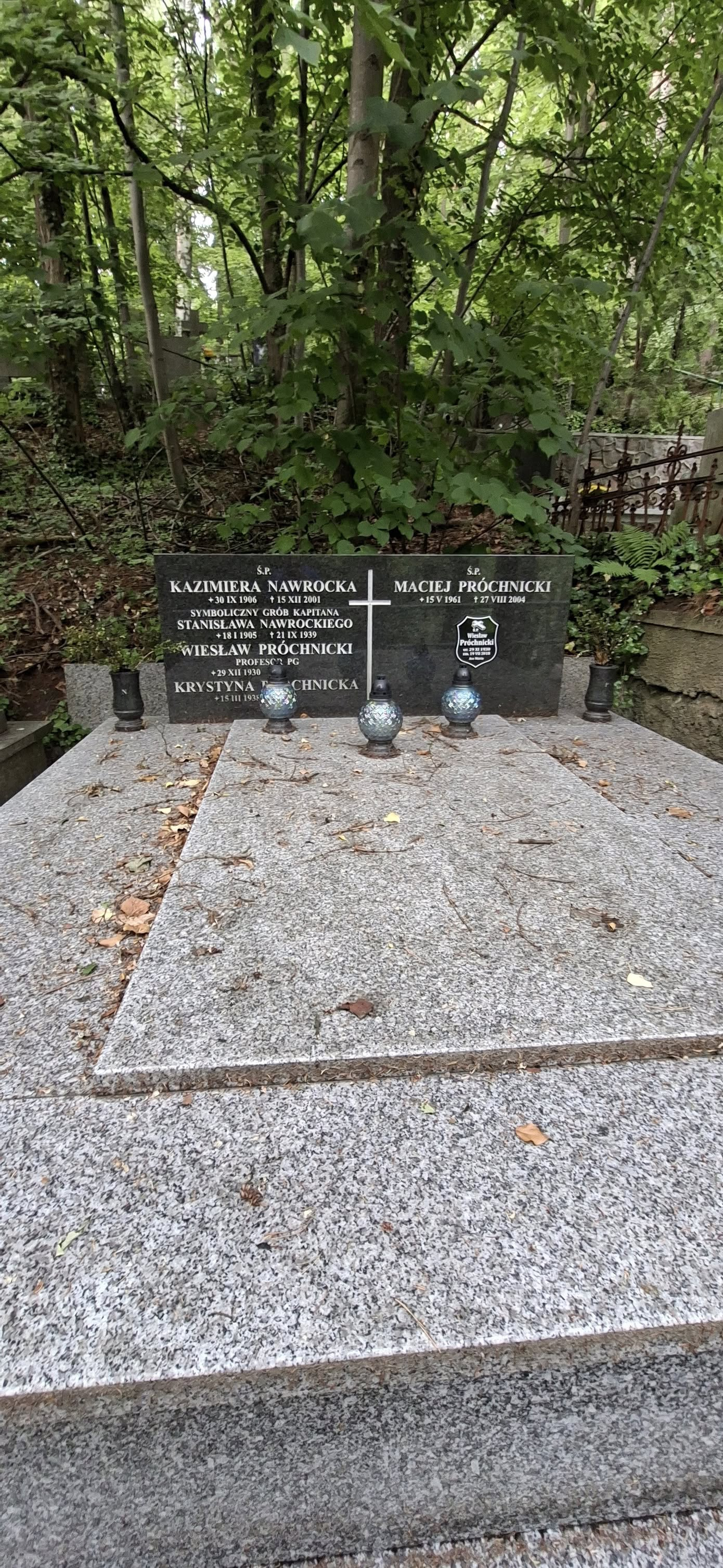
Grób Macieja Próchnickiego na cmentarzu komunalnym w Sopocie

## Dyskografia

### Album (zLSD- Lepszy Spokojny Dzień)
- 2021 Niebezpieczna wyspa (CD)